# Marcin Stanecki
Marcin Stanecki – polski urzędnik państwowy i prawnik, specjalista BHP i prawa pracy, od 2024 Główny Inspektor Pracy.

## Życiorys
Pochodzi ze Skierniewic. Jest absolwentem Wydziału Prawa i Administracji Uniwersytetu Łódzkiego. Ukończył również podyplomowe studia z zakresu prawa europejskiego (Uniwersytet Łódzki), bezpieczeństwa i higieny pracy (Politechnika Łódzka) i pedagogiki (Wyższa Szkoła Ekonomiczno-Humanistyczna w Łodzi). Posiada kwalifikacje specjalisty BHP oraz uprawnienia pedagogiczne.
Od 2001 przez blisko 20 lat pracował w Państwowej Inspekcji Pracy, gdzie wykonywał funkcje nadzorczo-kontrolne, a także realizował czynności oskarżyciela publicznego oraz pełnomocnika pracowników przed sądami I i II instancji. Równolegle przez 9 lat był wykładowcą z dziedziny BHP w Wyższej Szkole Ekonomiczno-Humanistycznej w Skierniewicach. Następnie pełnił funkcję miejskiego rzecznika praw konsumentów w Skierniewicach. W latach 2021–2024 był dyrektorem Departamentu Prawa Pracy w Ministerstwie Rodziny, Pracy i Polityki Społecznej. Z dniem 15 czerwca 2024 objął stanowisko Głównego Inspektora Pracy.
Jest autorem publikacji naukowych oraz eksperckich artykułów z zakresu prawa pracy i BHP zamieszczanych w „Dzienniku Gazeta Prawna” (od 2020), „Rzeczpospolitej” (od 2020) oraz serwisie infor.pl (od 2021).
Prowadził własną działalność gospodarczą.

## Wyróżnienia
Znalazł się w czołówce najbardziej wpływowych prawników w Polsce w rankingu „Dziennika Gazety Prawnej”: 23. miejsce w 2022 roku i 16. miejsce w 2024 roku.